# سيمون بوسبوم

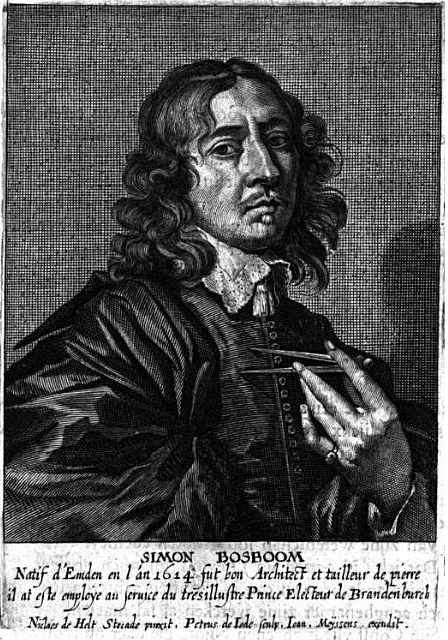
صورة شخصية محفورة للفنان Pieter de Jode II بعد Nicolaes de Helt Stockade لHet Gulden Cabinet.

سيمون بوسبوم (1614، إمدن – 1662، أمستردام)، كان معمارياً وكاتباً من العصر الذهبي الهولندي.